# Holmesville, Ohio
Holmesville là một làng thuộc quận Holmes, tiểu bang Ohio, Hoa Kỳ. Năm 2010, dân số của làng này là 372 người.

## Dân số
- Dân số năm 2000: 386 người.
- Dân số năm 2010: 372 người.